# Desa Jatiasih
Desa Jatiasih är en administrativ by i Indonesien.   Den ligger i provinsen Jawa Barat, i den västra delen av landet, 15 km sydost om huvudstaden Jakarta.